# 梅迫駅
梅迫駅（うめざこえき）は、京都府綾部市梅迫町溝尻にある、西日本旅客鉄道（JR西日本）舞鶴線の駅である。

## 歴史
- 1904年（明治37年）11月3日：国有鉄道福知山駅 - 新舞鶴駅（現・東舞鶴駅）間開業により設置、即日阪鶴鉄道に貸与。一般駅[1]。
- 1907年（明治40年）8月1日：阪鶴鉄道が国有化[1]。
- 1909年（明治42年）10月12日：線路名称制定。阪鶴線の所属となる。
- 1912年（明治45年）3月1日：線路名称改定。阪鶴線綾部駅以北が舞鶴線に改称され、当駅もその所属となる。
- 1961年（昭和36年）10月1日：貨物取扱廃止[1]。
- 1973年（昭和48年）4月1日：荷物扱い廃止[3]。駅員無配置駅となる[2]。運転扱い要員は継続配置[4]。
- 1987年（昭和62年）
  - 3月31日：車扱貨物取扱を再開[1]。但し列車設定はない。
  - 4月1日：国鉄分割民営化により、JR西日本と日本貨物鉄道（JR貨物）が継承[1]。
- 1991年（平成3年）4月1日：JR西日本舞鶴鉄道部発足により、その管轄となる。
- 1999年（平成11年）4月1日：JR貨物の駅（貨物取扱）が廃止（貨物取扱を再開以降、実績のないまま廃止となった）。
- 2006年（平成18年）7月1日：舞鶴鉄道部廃止に伴い福知山支社直轄に戻され、西舞鶴駅の被管理駅となる。
- （時期不明）：管理駅が西舞鶴駅から綾部駅へ移転したことにより、綾部駅の被管理駅となる。
- 2022年（令和4年）
  - 6月1日：管理駅が綾部駅から福知山駅へ変更となる。
  - 10月1日：組織改正により、近畿統括本部福知山管理部の管轄となる。

## 駅構造
相対式ホーム2面2線を持ち、行き違い施設を備えた地上駅である。西側のみ駅舎が設置されているが、出入口は東側にも設置されている。駅舎側が1番のりば、反対側が2番のりばとなっており、それぞれ跨線橋で連絡している。なお、東側には側線があったが撤去された。
綾部駅管理の無人駅（2022年6月以降は福知山駅の管理下となる）。

### のりば
| のりば | 路線   | 方向 | 行先               |
| ------ | ------ | ---- | ------------------ |
| 1      | 舞鶴線 | 下り | 西舞鶴・東舞鶴方面 |
| 2      | 舞鶴線 | 上り | 綾部・福知山方面   |

## 利用状況
2023年度の1日当たりの利用者数は98人。1日の平均乗車人員は以下の通りである。
| 年度               | 1日平均 乗車人員 |
| ------------------ | ---------------- |
| 1999年（平成11年） | 175              |
| 2000年（平成12年） | 156              |
| 2001年（平成13年） | 142              |
| 2002年（平成14年） | 145              |
| 2003年（平成15年） | 129              |
| 2004年（平成16年） | 115              |
| 2005年（平成17年） | 115              |
| 2006年（平成18年） | 107              |
| 2007年（平成19年） | 104              |
| 2008年（平成20年） | 96               |
| 2009年（平成21年） | 88               |
| 2010年（平成22年） | 77               |
| 2011年（平成23年） | 74               |
| 2012年（平成24年） | 79               |
| 2013年（平成25年） | 88               |
| 2014年（平成26年） | 77               |
| 2015年（平成27年） | 82               |
| 2016年（平成28年） | 90               |

## 駅周辺
国道27号沿いにあり、駅南東側には綾部市立八田中学校がある。中学校の北側は田畑が大きく広がり、その南側と西側の所々に民家が建つ。駅前ロータリーはその反対側にあり、京都府道74号線もこちら側を通る。府道沿いには民家が建ち並ぶ。郵便局はこの府道沿いにある。
- 高城山
- 安国寺 - 足利尊氏生誕の地。
- 久香寺
- 雲源寺
- 梅迫郵便局 - 駅名と異なり、「うめさこ」と発音する。
- 綾部市立東八田小学校
- 綾部市立八田中学校
- 国道27号
- 京都府道74号舞鶴綾部福知山線
- あやべ市民バス「梅迫駅」停留所

## 隣の駅
西日本旅客鉄道（JR西日本）
 舞鶴線
淵垣駅 - 梅迫駅 - 真倉駅